# Jurányi Zsófia

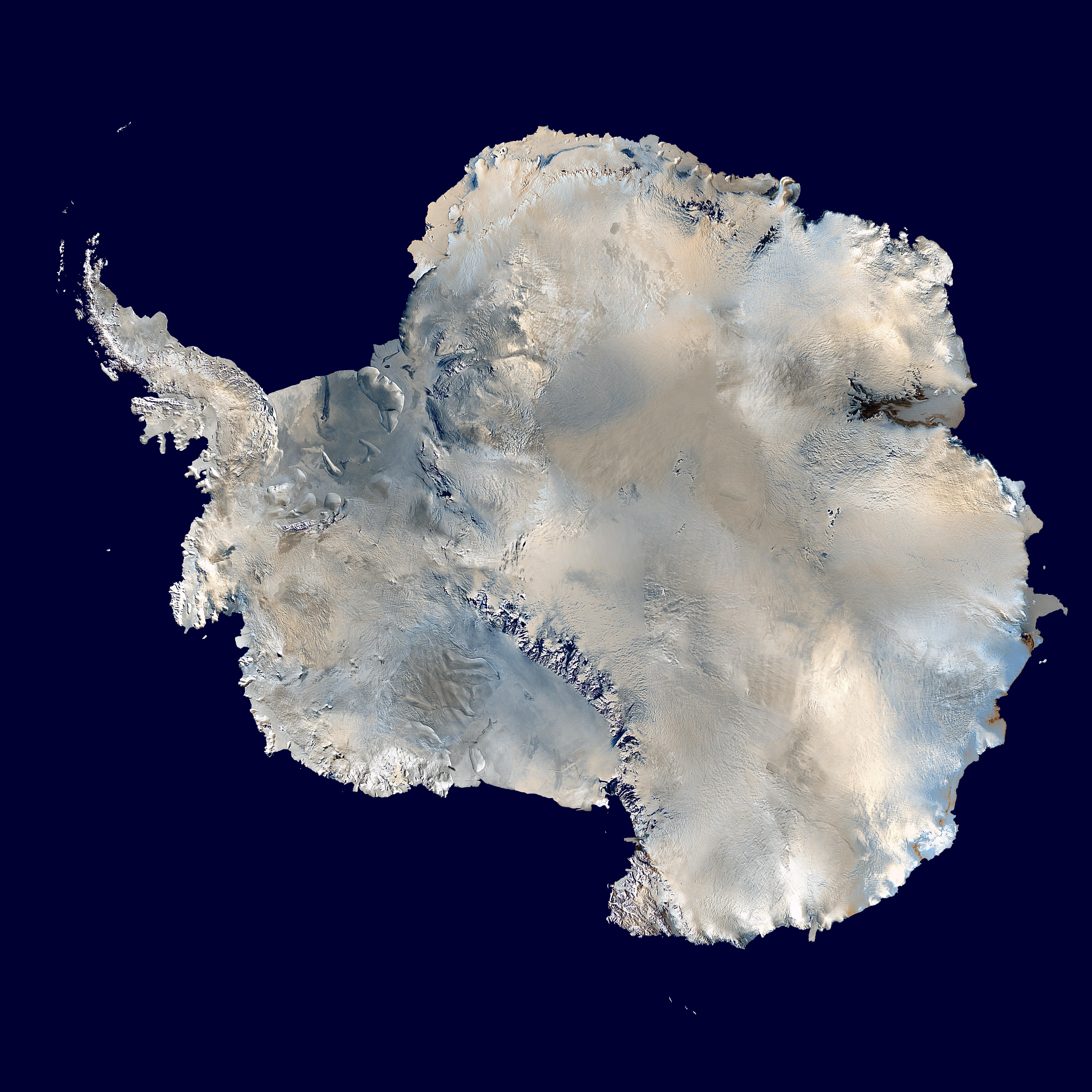
Az Antarktisz műholdképe

Jurányi Zsófia (Pécs, 1983 –) légkörfizikus.

## Életpályája
Középiskolai tanulmányait 1997–2001 között a pécsi Leőwey Klára Gimnáziumban végezte. Itt szerette meg a fizikát dr. Zalay Szabolcs tanár osztályában. Egyetemi tanulmányait az Eötvös Loránd Tudományegyetem fizika szakán kezdte, majd 2007–2010 között a svájci Paul Scherrer Institut PhD-hallgatója, 2010–2011 között pedig posztdoktori munkatársa lett.
2011 és 2016 között a svájci Fachhochschule Nord West Schweiz tudományos munkatársaként dolgozott, majd a német Alfred Wegener Institut für Polar- und Meeresforschung tudományos munkatársaként folytatta kutatói munkáját az Antarktiszon, Maud királyné földön, az Ekström selfjégen, a Neumayer III kutatóállomáson.
A kutatóbázis, ahol a csapat áttelelt, a Déli-sarktól mintegy 2000 kilométerre, a kontinens partján, körülbelül a 70. szélességi körön található.
Jurányi Zsófia öt hónapnyi felkészülés után, 2016. december 21-től 2018. február 11-ig volt az Alfred Wegener Intézet 37. antarktiszi áttelelő expedíció csapatának tagja. Munkája az aeroszolok optikai tulajdonságainak vizsgálata volt.

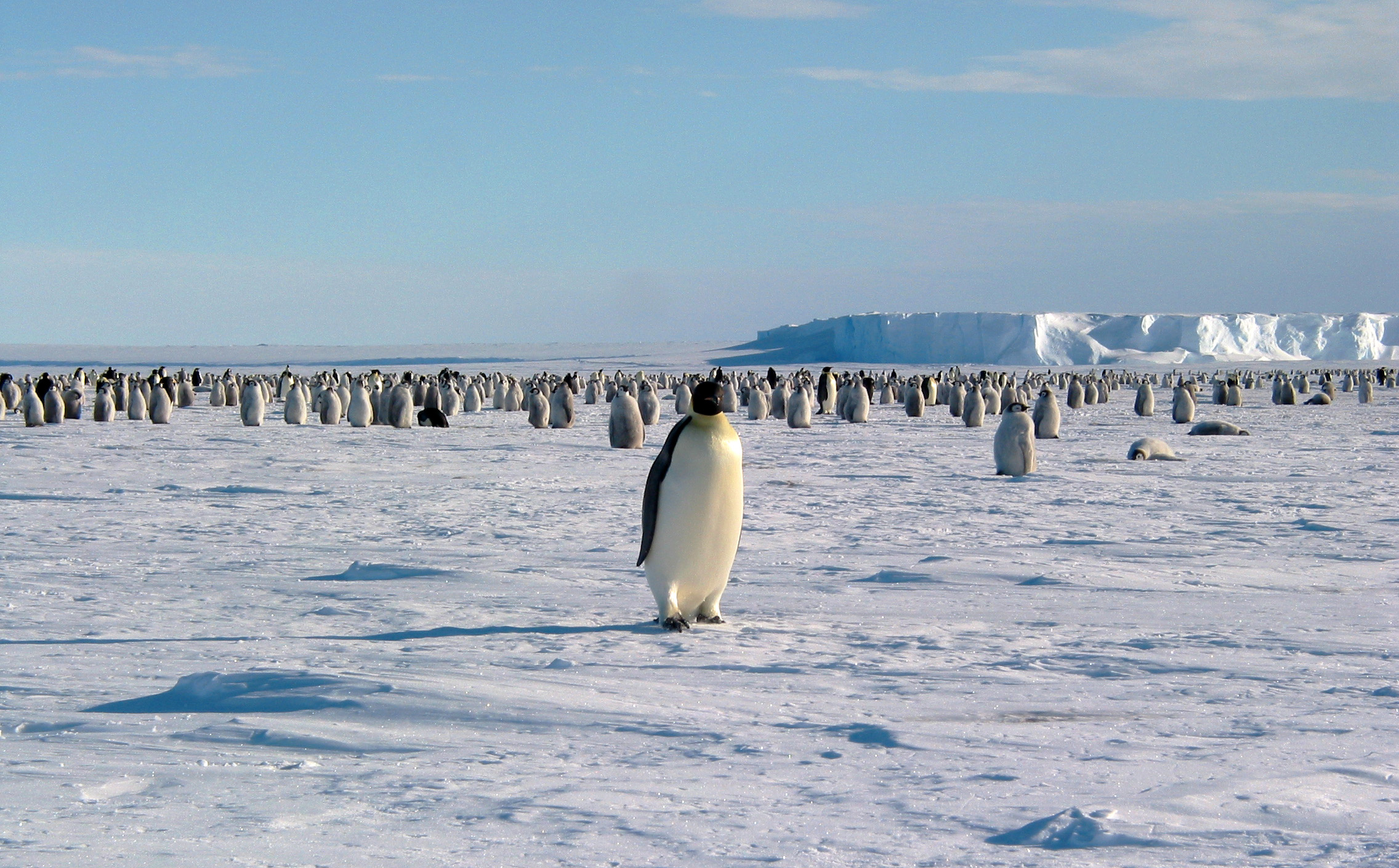
Pingvinek az Antarktiszon